# Campeonato Nacional de Verano de Natación en Chile
El Campeonato Nacional de Verano es una competición deportiva de natación, de carácter nacional y organizada por la Federación Chilena de Deportes Acuáticos (FECHIDA), en colaboración con los clubes o Asociaciones, desde el año 1928.
Este campeonato es el más antiguo de los Campeonatos de Chile de natación organizados por la Federación Chilena de Deportes Acuáticos, disputándose en la temporada de verano, en piscina de 50 metros. Se ha organizado de forma ininterrumpida desde sus inicios.
La competición fue impulsada por Spencer Le May, fundador de la CONSANAT y primer dirigente de la natación chilena.
En su primera edición, en 1928 se disputó en el puerto de Valparaíso, enfrentando a los equipos de Santiago y Valparaíso.
Desde sus inicios hasta 1928, las pruebas se disputaron en piscina variando a lo largo de la historia entre los 25 metros , 33 metros y hasta quedar fijo en piscina de 50 metros que es en donde se realizan hoy en día.

A partir del año 2010 se avanza en el calendario agregando a los tradiciones Nacionales de Verano e invierno dos nuevos torneos que son llamados Open de Apertura en 25 metros y el Open de Clausura en piscina de 50 metros disputados en otoño y primavera respectivamente.

## Formato

### Sede

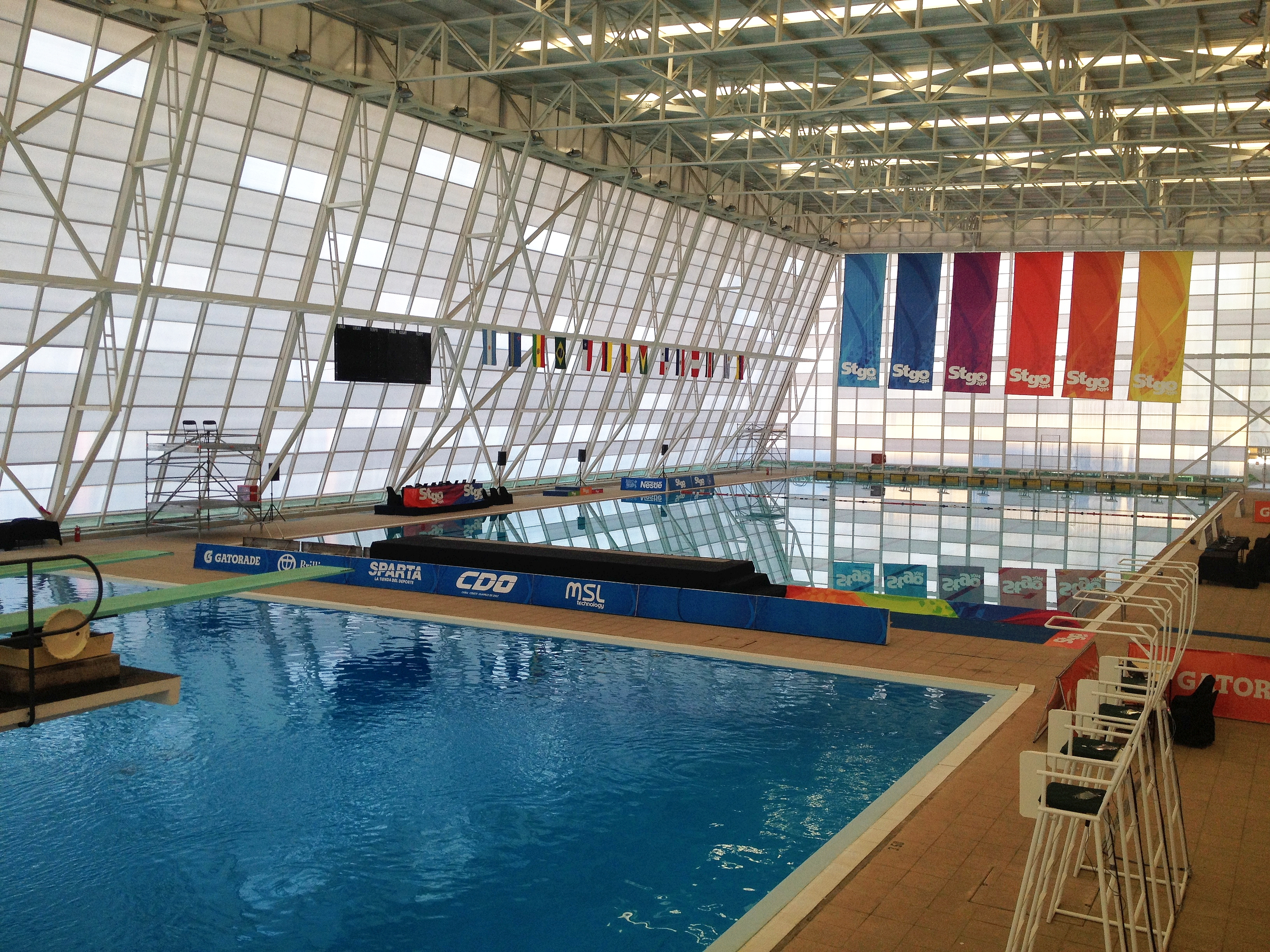
Centro Acuático Estadio Nacional

En sus inicios el torneo se organizó en el puerto de Valparaíso para después mudarse a la Piscina Escolar de la Universidad de Chile y la Escuela Militar de Santiago. Con la construcción del Centro Acuático del Estadio Nacional el evento se mudó de forma definitiva para la piscina de Ñuñoa con la excepción de las ediciones de 2013 y 2014 que por la remodelación de la infraestructura para los Juegos Suramericanos de 2014 se tuvo que realizar en la Escuela Naval de Valparaíso.
Hasta el año 2012 el torneo se realizó en piscina descubierta hasta que de manera definitiva se instauró competir en 50 metros y piscina cubierta específicamente en las instalaciones del Centro Acuático del Estadio Nacional.

### Categorías
El campeonato se divide en tres categorías: Juvenil A para nadadores de 14-15 años , Juvenil B para nadadores de 16-17 años y Todo Competidor para mayores de 18 años.

### Pruebas
El evento se divide en cuatro días con eliminatorias y finales para las siguientes pruebas:
| - 50m Libre - 100m Libre - 200m Libre - 400m Libre - 800m Libre - 1500m Libre | - 50m Espalda - 100m Espalda - 200m Espalda - 50m Mariposa - 100m Mariposa - 200m Mariposa | - 50m Pecho - 100m Pecho - 200m Pecho - 200m Combinado - 100m Combinado - 200m Combinado | - Relevo 4 x 100 Libre - Relevo 4 x 100 Combinado - Relevo 4x200 Libre |